# きちりホールディングス
株式会社きちりホールディングスは、大阪市中央区に本社を置く企業。

## 概要
高級居酒屋KICHIRIを運営の他、外食企業運営基盤「プラットフォーム」の外販に注力している　。
2019年に持株会社制に移行。100%子会社の「株式会社KICHIRI」が事業会社として中核を担っている。
新型コロナウイルスの流行下の事業戦略としては、”Food Tech”を掲げ、デリバリー事業・D2C事業（レストランエックス）、ASP/SaaS事業（オープンクラウド）、総合除菌サービス事業（サニタイズ）による事業の多角化を掲げている。

## 出店
2020年6月末時点で102店舗。
- KICHIRI（関西地区）：23店舗
- KICHIRI（関東地区）：17店舗
- いしがまやハンバーグ：21店舗
- 3 Littele Eggs（オムライス）：6店舗
- はかた地どり 福栄組合：4店舗
- その他：31店舗

## 沿革
- 1998年（平成10年）7月 - 有限会社吉利を設立。
- 2000年（平成12年）11月 - 株式会社きちりに改組。
- 2007年（平成19年）7月 - 大阪証券取引所ニッポン・ニュー・マーケット-ヘラクレスに上場。
- 2010年（平成22年）4月 - ヘラクレスとジャスダックの統合に伴い、JASDAQに上場。
- 2010年（平成22年）11月 - 「株式会社オープンクラウド」を設立。
- 2013年（平成25年）3月 - 東京証券取引所市場第二部に上場。
- 2013年（平成25年）5月 - JASDAQを上場廃止。
- 2014年（平成26年）5月 - 東京証券取引所市場第一部に指定替え。
- 2018年（平成30年）8月 - 「株式会社きちり分割準備会社」を設立。
- 2019年（平成31年）1月 - 持株会社体制に移行。株式会社きちりホールディングスに社名変更。「株式会社きちり分割準備会社」を「株式会社KICHIRI」に社名変更。